# Biološki integritet
Biološki integritet povezan je s načinom kako je izmijenjeno "prirodno" okruženje i njegova funkcija u odnosu na potencijalno ili izvorno stanje ekosustava prije nego što su nametnute ljudske izmjene. Biološki integritet izgrađen je na pretpostavci da je smanjenje vrijednosti funkcija ekosustava prvenstveno uzrokovano ljudskim aktivnostima ili izmjenama. Što su više okruženje i njegovi prvobitni procesi promijenjeni, to je manji biološki integritet za životnu zajednicu u cjelini. Ako bi se ovi procesi vremenom promijenili prirodno, bez ljudskog utjecaja, integritet ekosustava bi ostao netaknut. Integritet ekosustava vrlo se oslanja na procese koji se javljaju u njemu, jer oni određuju koje područje organizam može naseliti i složenost njihovih interakcija.

## Povijest
Koncept biološkog integriteta prvi put se pojavio u izmjenama američkog Federalnog zakona o kontroli zagađenja voda iz 1972. godine, poznatog i pod nazivom Zakon o čistoj vodi. Agencija za zaštitu životne sredine Sjedinjenih Američkih Država (EPA) je koristila termin kao metodu za mjerenje standarda kojima treba voditi vodu, ali je vokabular podstakao godišnju raspravu o implikacijama ne samo značenja biološkog integriteta, nego i kako to može biti mjereno. Prva konferencija o terminu dogodila se u ožujku 1975. godine pod nazivom "Integritet vode" ("The Integrity of Water") i donijela prvu prihvaćenu definiciju biološkog integriteta (vidi dolje). EPA je 1981. godine okupila stručnjake iz Sjedinjenih Američkih Država (služba za riba i divljih životinja), akademsku zajednicu i svoje osoblje kako bi dalje razradili definiciju i identificirali ključne bioindikatorske pokazatelje kako bi kvantitativno mjerili biološki integritet. Konferencija nije identificirala samo definiciju, već i metode za procjenu zajednice, a utvrdili su da za sagledavanje stanja životne sredine treba koristiti više lokacija.

## Definicija
Danas je prihvaćena definicija, da je biološki integritet "sposobnost podrške i održavanja uravnotežene, integrirane, adaptivne zajednice organizama koji imaju sastav, diverzitet vrsta i funkcionalnu organizaciju koja se može usporediti s prirodnim staništem regije".  This definition was adapted from Frey (1977). Implikacije ove definicije su da živi sustavi imaju različite skale u odnosu na one koje postoje, da se mogu kvantificirati dijelovi koji održavaju ili doprinose funkcioniranju sustav i da svi sustavi moraju biti promatrani u kontekstu njihovih okruženja i evolucijske povijesti. Ovaj pojam se prvenstveno odnosi na vodenu sredinu jer rječnik proizilazi iz Zakona o čistoj vodi, ali koncepti mogu biti primijenjeni na druge ekosustave.

## Metode vrednovanja
Kako bi se kvantificirao i ocijenio biološki integritet sustava kreiran je indeks biološkog integriteta (IBI). U ovom indeksu osnovni biološki integritet (njegova funkcija prije ljudskog utjecaja) i trenutne funkcije ekosustava se međusobno mjere kako bi se procijenilo koliko je funkcija ekosustava očuvana. IBI ocjenjuje ekosistem bionadzorima i upoređivanjem bogatstva vrsta, indikatorskih taksona, hibrida i invazivnih vrsta. IBI se koristi prvenstveno za procjenu vodenih ekosustava iako bi se tehnički mogao primijeniti za bilo kakvo mjerenje biološkog integriteta za bilo koji prirodni ekosustav.

## Vanjske poveznice
- EPA Bioindicators - Biological Integrity
- Online biomonitoring by recording bivalve mollusc activity worldwide 24/7, the MolluSCAN eye  Arhivirana inačica izvorne stranice od 13. studenoga 2016. (Wayback Machine) project.